# يوهانس دانييل فولك
يوهانس دانييل فولك (بالألمانية: Johannes Daniel Falk) (و. 1768 – 1826 م) هو شاعر، وكاتب ترانيم ألماني، ولد في غدانسك، توفي في فايمار، عن عمر يناهز 58 عاماً.

## روابط خارجية
- يوهانس دانييل فولك على موقع ميوزك برينز (الإنجليزية)
- يوهانس دانييل فولك على موقع ديسكوغز (الإنجليزية)